# Катастрофа DC-9 в Эверглейдсе
Катастрофа DC-9 в Эверглейдсе — крупная авиационная катастрофа, произошедшая в субботу 11 мая 1996 года. Авиалайнер McDonnell Douglas DC-9-32 авиакомпании ValuJet Airlines выполнял плановый внутренний рейс VJ592 (позывной — Critter 592) по маршруту Майами—Атланта, но через 8 минут и 30 секунд после взлёта в его грузовом отсеке вспыхнул пожар, который вскоре проник в салон самолёта. Экипаж попытался развернуть самолёт и посадить его в Майами, но он резко перешёл в пикирование и рухнул в болото Эверглейдс в 36 километрах от аэропорта Майами. Погибли все находившиеся на его борту 110 человек — 105 пассажиров и 5 членов экипажа.
Катастрофа рейса 592 вызвала проблемы с платёжеспособностью лоу-кост-авиакомпании ValuJet Airlines, что впоследствии привело к её реорганизации.

## Самолёт
McDonnell Douglas DC-9-32 (регистрационный номер N904VJ, заводской 47377, серийный 496) был выпущен в 1969 году (первый полёт совершил 18 апреля). 2 июля того же года был передан авиакомпании Delta Air Lines (борт N1281L). 3 декабря 1993 года был куплен авиакомпанией ValuJet Airlines, в которой получил бортовой номер N904VJ. Оснащён двумя турбореактивными двигателями Pratt & Whitney JT8D-9A. На день катастрофы 27-летний авиалайнер совершил 80 633 цикла «взлёт-посадка» и налетал 68 395 часов.

## Экипаж и пассажиры
Самолётом управлял опытный экипаж, состав которого был таким:
- Командир воздушного судна (КВС) — 35-летняя Кэндалин Кьюбек[англ.] (англ. Candalyn Kubeck). Опытный пилот, проработала в авиакомпании ValuJet Airlines 2 года и 5 месяцев (с 25 ноября 1993 года). Управляла самолётами Beechcraft 1900, SA-227 и Boeing 737. В должности командира McDonnell Douglas DC-9 — с 1 мая 1994 года. Налетала 8928 часов, 2116 из них на DC-9 (1784 из них в качестве КВС).
- Второй пилот — 52-летний Ричард Ш. Хэйзен (англ. Richard Sh. Hazen). Опытный пилот, проработал в авиакомпании ValuJet Airlines 7 месяцев (с 6 октября 1995 года). В должности второго пилота McDonnell Douglas DC-9 — со 2 декабря 1995 года. Налетал 6448 часов, 2148 из них на DC-9.

В салоне самолёта работали три стюардессы:
- Лори М. Кашинг (англ. Lori M. Cushing), 36 лет. В ValuJet Airlines с 26 октября 1995 года.
- Аманда Л. Саммерс (англ. Amanda L. Summers), 22 года. В ValuJet Airlines с 15 марта 1996 года.
- Дженнифер Л. Стернс (англ. Jennifer L. Stearns), 21 год. В ValuJet Airlines с 31 января 1995 года.

| Гражданство       | Пассажиры | Экипаж | Всего |
| ----------------- | --------- | ------ | ----- |
| США               | 99        | 5      | 104   |
| Великобритания    | 2         | 0      | 2     |
| Багамские Острова | 2         | 0      | 2     |
| Не указано        | 2         | 0      | 2     |
| Всего             | 105       | 5      | 110   |

Среди пассажиров на борту самолёта находились:
- Родни Калвер[англ.], игрок в американский футбол, раннинг-бек клуба НФЛ «Сан-Диего Чарджерс».
- Уолтер Хайатт[англ.], певец и лидер группы «Uncle Walt's Band[англ.]»[3].

## Хронология событий

### Предшествующие обстоятельства
11 мая 1996 года за час до вылета из Международного аэропорта Майами грузчики авиакомпании ValuJet Airlines погрузили в передний багажный отсек самолёта McDonnell Douglas DC-9-32 борт N904VJ несколько картонных коробок, поставленных компанией «SabreTech». В них находились просроченные пиротехнические кислородные генераторы для аварийной подачи кислорода в случае разгерметизации самолёта. При погрузке рядом с коробками оказалось колесо от другого авиалайнера.
В 13:58 EDT лайнер начал выруливать на взлётную полосу. В это время один из кислородных генераторов в коробке самопроизвольно сработал: химическое вещество внутри стального корпуса воспламенилось, и в отсек начал поступать кислород с одновременным нагревом корпуса до высокой температуры. В 13:59 коробка, в которой находился работающий генератор, загорелась, и в грузовом отсеке начался пожар. Пилоты ничего не знали о характере груза, а системы быстрого предупреждения о пожаре на приборной панели DC-9 не было.

### Катастрофа

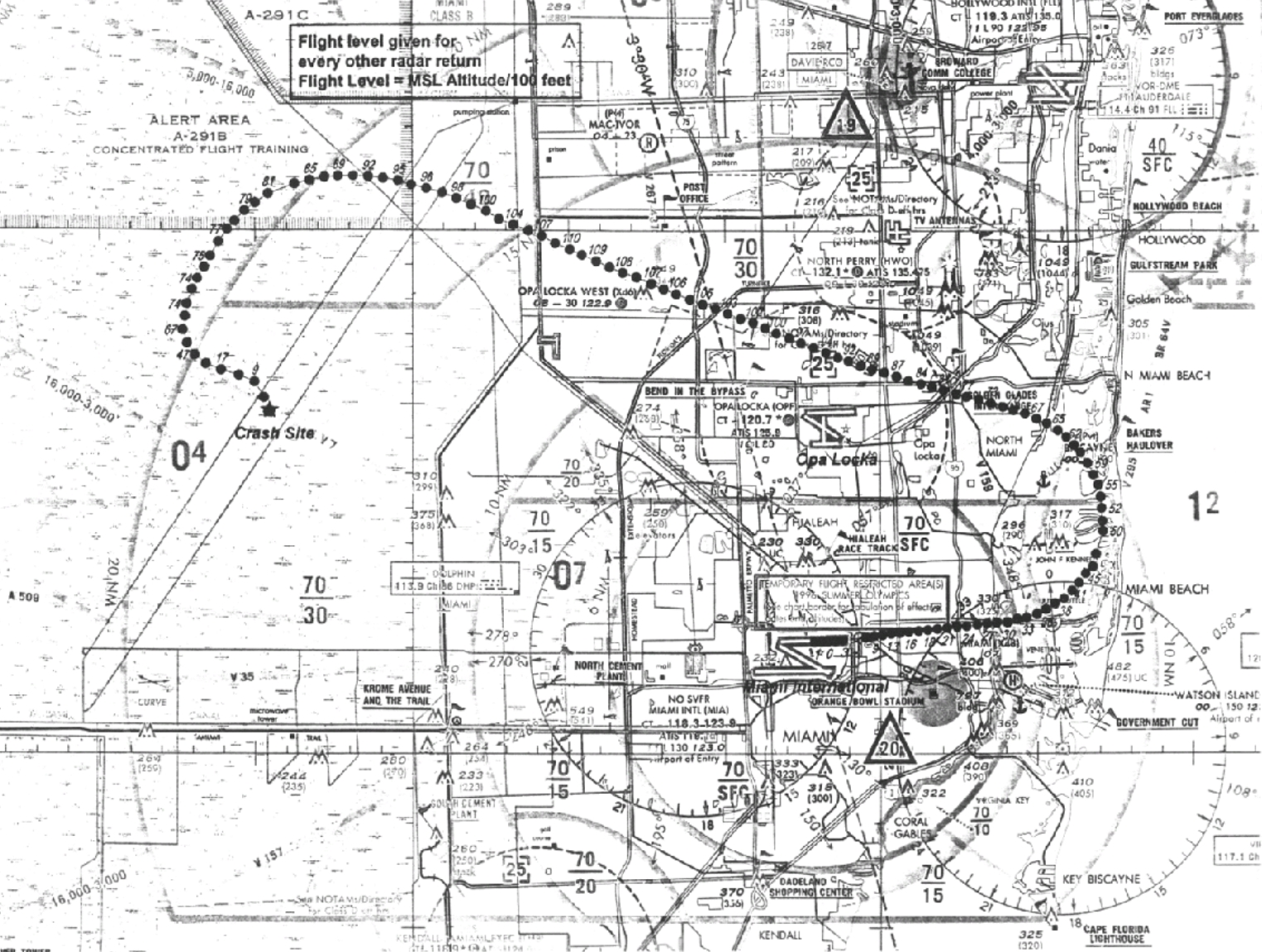
Схема полёта рейса 592

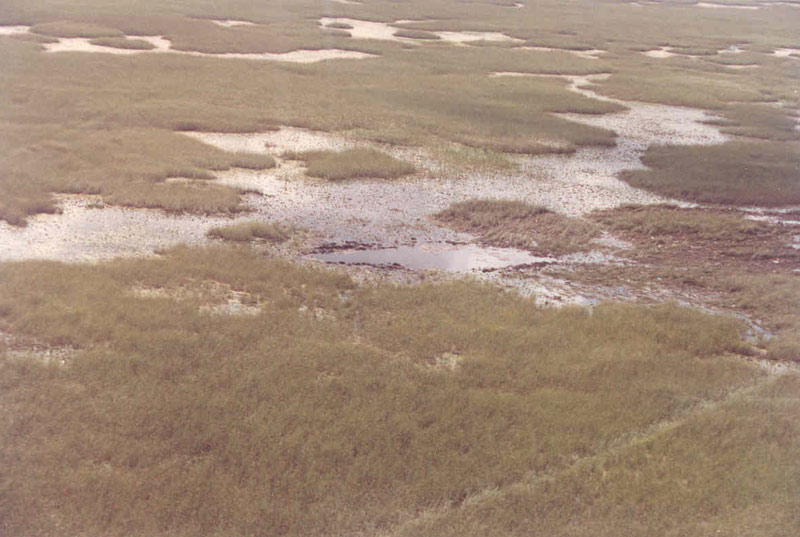
Место катастрофы

В 14:03 рейс VJ592 вылетел из аэропорта Майами. На его борту находились 5 членов экипажа и 105 пассажиров. Перелёт из Майами в Атланту должен был занять 1 час 35 минут; расчётное время посадки в Атланте — 15:38.
В 14:10 на борту лайнера начались неполадки: самопроизвольно включилась подзарядка аккумуляторных батарей (предположительно, из-за короткого замыкания). Сразу после этого первый салон лайнера начал наполняться густым дымом. Через полминуты дым начал просачиваться в кабину экипажа. Пилоты не понимали, что происходит, и запросили у диспетчера аэропорта Майами координаты ближайшего аэропорта.
В 14:11:30 в грузовом отсеке взорвалась самолётная шина. Дым охватил весь лайнер изнутри. Стюардесса Стернс ворвалась в кабину пилотов с просьбой выдать пассажирам кислородные маски, но КВС ответила ей отказом, понимая, что кислород только усилит пожар; крики пассажиров: Огонь, огонь, огонь! попали на запись речевого самописца, когда дверь кабины экипажа была открыта. Рейс 592 начал разворачиваться для возвращения в аэропорт Майами. В 14:13:15 пол в первом салоне провалился в охваченный огнём багажный отсек вместе с креслами и пассажирами. Пожар быстро охватил весь салон авиалайнера. В 14:13:35 лайнер вошёл в вертикальное пикирование и начал падать; пилоты, вероятно, потеряли сознание.
В 14:13:42 EDT рейс VJ592 на скорости примерно 800 км/ч рухнул в болото Эверглейдс в 36 километрах от аэропорта Майами и полностью разрушился. Все 110 человек на его борту погибли.

## Расследование
Расследование причин катастрофы рейса VJ592 проводил Национальный совет по безопасности на транспорте (NTSB).
Окончательный отчёт расследования был опубликован 19 августа 1997 года.
Согласно отчёту, причиной катастрофы стало возгорание в переднем багажном отсеке авиалайнера. Согласно официальной версии, источником возгорания стали химические кислородные генераторы, перевозившиеся с грубейшими нарушениями правил перевозки опасных грузов. Один из генераторов, упакованных в картонную коробку, сработал самопроизвольно, при этом его корпус сильно нагрелся, что вызвало пожар в закрытом багажном отсеке.

## Последствия катастрофы
- На приборных панелях всех самолётов появилась система быстрого предупреждения о пожаре.
- Авиакомпания ValuJet Airlines в 1997 году была перекуплена авиакомпанией AirTran Airways.
- Компания «SabreTech», поставившая груз на рейс VJ592, была оштрафована на $ 500 000, но предприятие самоликвидировалось, так и не заплатив штраф.

## Культурные аспекты
- Катастрофа рейса 592 показана в двух документальных сериалах от телеканала «National Geographic Channel» — Секунды до катастрофы (серия Авиакатастрофа на болотах Флориды) и Расследования авиакатастроф (серия Пожар в грузовом отсеке).
- Также она показана в американском документальном телесериале от «MSNBC» Почему разбиваются самолёты[англ.] (англ. Why Planes Crash) в серии Пожар в небе (англ. Fire In The Sky).
- Катастрофе рейса 592 посвящена песня «ValuJet» группы «Anal Cunt» из альбома «I Like It When You Die».
- Также катастрофа рейса 592 упоминается в рассказе Стивена Кинга «Дюна» из сборника «Лавка дурных снов»:

Я добрался до дюны и застыл как громом поражённый. <…> В тот вечер на дюне было написано не одно имя, а много имён, и в красном свете заката казалось, будто они написаны кровью. <…> Буквально вся дюна была покрыта гобеленом имён, сверху донизу.
<…>
Те имена… они так и стоят у меня перед глазами, втиснутые в эту кроваво-красную дюну. Два дня спустя в Эверглейдсе разбился пассажирский лайнер, летевший в Майами. Весь экипаж и пассажиры погибли. Сто девятнадцать человек. В газете был список пассажиров. Я узнал некоторые имена. Узнал многие имена.— Стивен Кинг, «Дюна». Перевод Т. Покидаевой